# Chlorophytum recurvifolium
Chlorophytum recurvifolium là một loài thực vật có hoa trong họ Măng tây. Loài này được (Baker) C.Archer & Kativu mô tả khoa học đầu tiên năm 2001.